# Милош Малишић
Милош Малишић (Пешца, код Берана, 1909 — Беране, 18. јул 1941) био је учесник Народноослободилачке борбе и народни херој Југославије.

## Биографија
Рођен је 1909. године у селу Пешца, код Берана. Потиче из земљорадничке породице. Његов отац Милић погинуо је 1912. године у борбама за ослобођење од Турака. Упорношћу његове мајке и уз помоћ рођака, после основне школе, завршио је гимназију у Беранама, а потом је студирао на Правном факултету у Београду.
Током студија, прикључио се студентском револуционарном покрету на Београдском универзитету и учествовао је у свим акцијама студената, које је организовала КПЈ. Поред Универзитета, од 1935. године је политички деловао и у свом родном крају, где је одлазио преко распуста. Тамо је највише радио са средњошколском и сеоском омладином. Захваљујући њему, али и другим револуционарно и опозиционо расположеним мештанима, село Пешица постаје жариште револуционарног рада у беранском срезу. Почетком 1936. године у његовом селу је био убијен један жандарм, због чега је он био међу ухапшенима и осуђен на годину дана затвора.
После изласка из затвора, наставио је са револуционарним радом и 1937. године је био примљен у чланство Комунистичке партије Југославије (КПЈ). Као члан Одбора црногорских студената на Београдском универзитету, био је 1938. године ухапшен због револуционарног иступања на Универзитету и у завичају. После изласка из затвора, био је упућен на одслужење војног рока, где је завршио Школу резервних официра.
У току Априлском рату је као резервни официр био командир једне чете. Током краткотрајног рата, са својом јединицом је пружио отпор непријатељу и борио се против „пете колоне“ у свом пуку. Са својом јединицом избегао је ратно заробљеништво и после капитулације Југословенске војске, распустио је војнике и упутио их кућама. Он се тада заобилазним путевим вратио у завичај. Одмах се повезао са партијском организацијом у учествовао у припрема за оружани устанак.
По задатку Месног комитета КПЈ за Беране, као резервни официр, био је био је задужен за обуку омладинаца у руковању оружјем. Такође је радио на прикључивању официра бивше Југословенске војске Народноослободилачком покрету. Када је почео свеопшти Тринаестојулски устанак у беранском срезу, на војном саветовању, одржаном у ноћи 17/18. јула 1941. године, на предлог МК КПЈ, био је одређен за команданта свих устаничких јединица с леве стране Лима у предстојећем нападу на Беране. Имао је велики ауторитет међу народом бернаског среза, па су његово именовање за команданта сектора, поздравиле устаничке снаге, као и офцири бивше Југословеснске војске, који су приступили устанку.
Сутрадан, 18. јула отпочеле су тродневне борбе за ослобођење Берана. Напад устаника био је усмерен на најутврђенија непријатељска упоришта – карабињерску станицу, зграду основне школе, зграду Трошарине, утврђену зграду гимназије и војне касарне. Италијански гарнизон позициониран у Беранама бројао је око 1.000 добро наоружаних војника и официра. Милош је предводио напад на на карабињерску станицу, из које је пружан жесток отпор непријатеља. После неколико јуриша, ово упоршете је било уништено, а тамо је погинуло око 40 карабињера.
Под његовом командом, уништено је још неколико мањих непријатељских упоришта. Потом је повео борце на освајање зграде Трошарине, из које је такође пружан жесток отпор. У једном од јуриша на ову зграду, Милош је погинуо. Његови борци су потом заузели ово упориште у коме је убијено 19 финанса. Након ослобођења Берана, 20. јула организована је сахрана погинулих устаника, међу којима је био и Милош.
Указом председника Федеративне Народне Републике Југославије Јосипа Броза Тита, 27. новембра 1953. године, проглашен је за народног хероја.